# Software Licensing Description Table
Die Software Licensing Description Table (SLIC), auch Software Licensing Internal Code ist eine digitale Signatur im BIOS eines Computers. Diese wird in den meisten Fällen vom Hersteller in der ACPI-Tabelle platziert und stellt keinen ausführbaren Code dar. PC-Hersteller, welche OEM-Versionen von Microsoft Windows und andere Produkte von Microsoft mit ihren Produkten vertreiben, können die SLIC zur Authentifizierung der Lizenz von mitgelieferter Software benutzen. Systeme mit einer SLIC können so ohne eine Internetverbindung mit einem speziellen OEM-Key bereits voraktiviert werden. Die Prüfung des Keys und eine entsprechende Verifizierung für die ausführende Hardware erfolgt über ein Zertifikat (im XML-Format) des Herstellers zusammen mit den Daten in der SLIC. Die Voraktivierung ist bei einer Neuinstallation einer unveränderten Windows-Installation nur dann möglich, wenn sowohl der OEM-Key als auch das Zertifikat dem Benutzer vorliegen. Dies ist jedoch selten der Fall, da in den meisten Fällen eine vom Hersteller bereits veränderte Windows-Installation mit zusätzlichen Hinweisen (Logo, Support-Hinweise) bereitgestellt wird (meistens als versteckte Partition auf der Festplatte oder auf einem externen Medium wie z. B. einer DVD), welche das Zertifikat bereits enthält.
Auch für die Produktaktivierung von Volumenlizenzen von Windows mittels KMS-Server ist die SLIC-Tabelle unter Umständen bedeutsam: Falls die Hauptplatine des PCs eine OEM-Platine ist, und deren BIOS eine ACPI-SLIC enthält, dann muss diese intakt, und darin ein Windows-Marker gesetzt sein, sonst schlägt die Aktivierung via KMS-Server fehl. In diesem Fall kann eine Volumenlizenz von Windows nur mittels MAK anstatt KMS aktiviert werden (das erlaubt aber möglicherweise der jeweilige Volumenlizenzvertrag nicht). Wenn die SLIC-Tabelle defekt ist, oder darin der Windows-Marker fehlt, kann eventuell ein BIOS-Upgrade auf ein Standard-Bios ohne SLIC-Tabelle helfen, falls ein solches für die jeweilige Platine verfügbar ist (die vom Lizenzvertrag vorgeschriebene Basislizenz braucht bei fehlender SLIC-Tabelle nur bei Bedarf nachweisbar vorhanden, aber nicht im BIOS eingetragen sein).